# 女娃
女娃（じょあ、じょあい）は、中国神話に登場する女性。

## 概要
『山海経』北山経に拠れば天帝の1柱として南方を守護する炎帝神農氏の娘（末女）で、東海地方（推定現中華人民共和国山東地方辺の黄海沿岸部）を遊歴中に海に溺死し、その恨みを晴らすべく鳥と化して太行山脈に属す現中華人民共和国山西省の発鳩山（はつきゅうさん）に棲み、東海を埋めんと周囲の山から木石を銜え運んで海中に投下するようになったといい、化した後の姿は烏に似て頭に文様があり嘴は白く足は赤く、「セイエイ、セイエイ」と鳴くが為に精衛（せいえい）と名付けられたという。

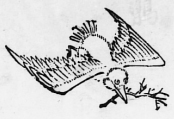
精衛（明蒋応鎬画）

『述異記』はこれを承け、彼女の化した精衛が帝女雀（ていじょじゃく）とも呼ばれた事、溺死地は東海に注ぐ川の精衛誓水処という地で精衛はそこの水を呑まないと誓っている為に誓鳥（せいちょう）、又は志鳥（しちょう）と呼ばれ、更には冤禽（えんきん）とも呼ばれた事、精衛は海燕と偶して子を産むが、その雛は雌鳥だと精衛に、雄鳥だと海燕に似た姿に育つといった事を記す。
ところで『山海経』において帝（天帝）と何らかの繋がりを持つ者で死後の転生が語られる場合、その存在はある部族に信奉された神であったと類推され、また汎世界的に天地創造の最高神が鳥等の小動物に命じて「原初の海」の底から泥を汲み上げさせて大地を造成したと語る「潜水型」と呼ばれる創造神話が分布し、精衛の東海を填めんとする行為はそうした神話類型の幽かな残影である可能性が想定されるので、或いは彼女はかつては天地創造を果たした偉大な女神であったが男性優位の父権制が蔓延した結果、零落して炎帝の娘にしてその意思を代行する使者という下位的位置に組み込まれ、更にその痕跡すらも忘却されて本来の神話の矮小化された一説話のみが遺されたといった過程も推測出来る。また、女娃は「少女」と呼ばれるが、これは未婚の若い女人を意味すると思われるのでそこにはかつての神妻として捧げられた女人の人身御供の習俗が反映したものと考えられ、或いは『述異記』の誌す海燕との婚姻はそうした説話の悲劇性を緩和させる目的で付加されたものとも考えられる。

## 精衛填海
| 精衛銜微木 将以填滄海 | 精衛、微木を銜（ふく）み 将（まさ）に以（もつ）て滄海を填めんとす                             |
| 形夭無干歳 猛志固常在 | 形（からだ）は夭（わかじに）し干歳を舞わし 猛志固（もと）より常に在り                         |
| 同物既無慮 化去不復悔 | 物に同じきも既に慮（おもんぱか）る無く 化し去るも復（ま）た悔いず                             |
| 徒設在昔心 良辰詎可待 | 徒（いたづら）に在昔（ざいせき）の心を設（まう）くも 良辰（りょうしん）詎（なん）ぞ待つべけん |

女娃の故事から、不可能な企ての実現に努めるが遂に徒労に終わる事の喩えとして「精衛海を填（うづ）む」（精衛填海（せいえいてんかい））という成語が生まれ、これはまた「精衛石を啣（ふく）む」（精衛啣石（せいえいかんせき））」ともいう。
南朝宋の陶淵明も「読山海経」と題する連作五言詩の第10首でこの故事を詠むが（右参照）、人外（物）に変じても尚激しい意志（猛志）を持ち続ける彼女を謳い上げつつもその意志の報われる朝（良辰）は決して迎えられないであろうと結ぶ事で、詳細は不明であるが彼女の「猛志」に重ねた晴らされざらむ自身の鬱憤を諦念を混えて吐露したものであったと考えられる。
なお、逆にこの故事を悲壮な状況へ陥落した後も強靱にして不屈の意思を示すものと肯定的に解する向きもある。